# Mono de calcetín

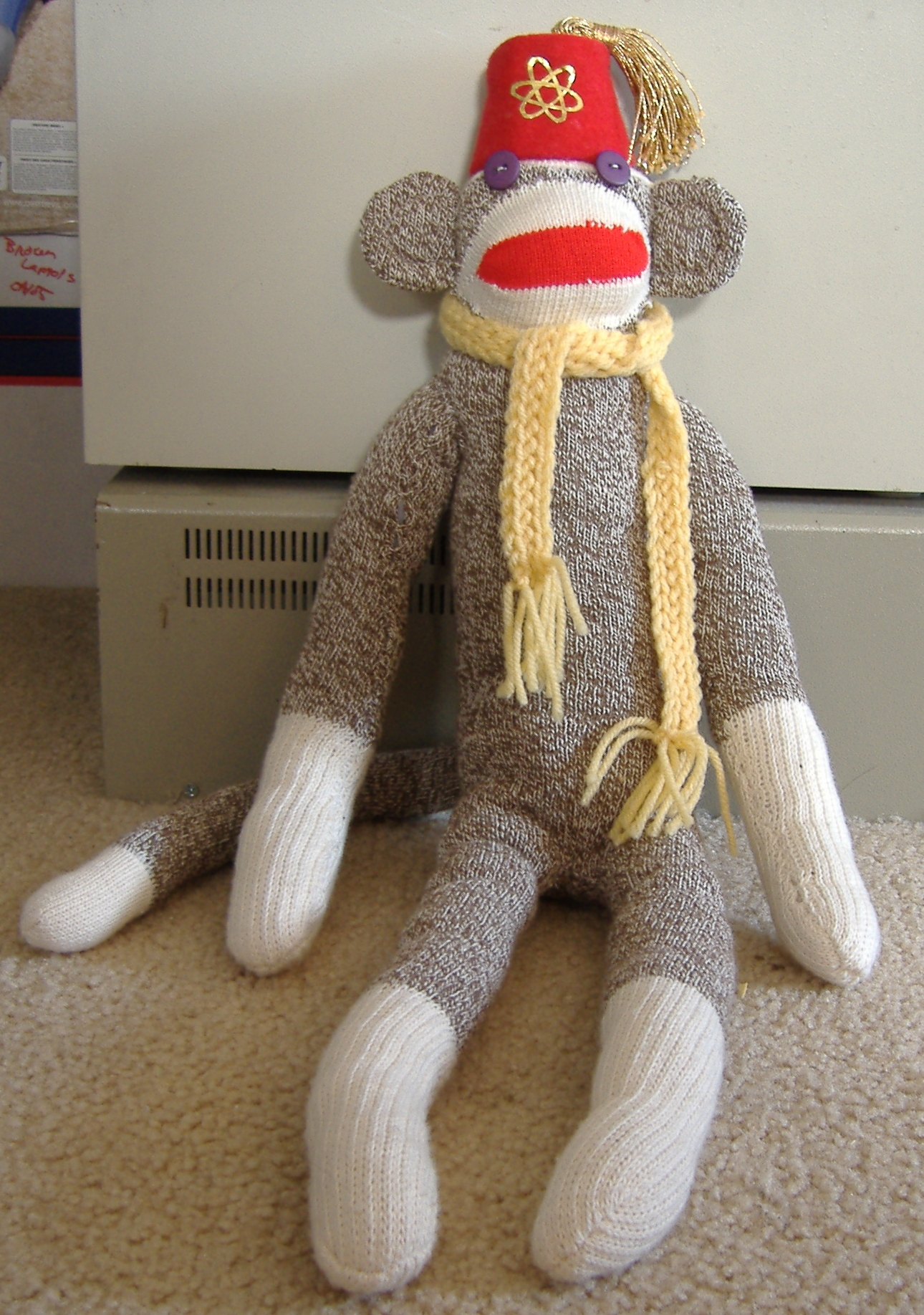
Un mono de calcetín casero con fez y bufanda.

Un mono de calcetín o mono de media es un peluche hecho con tela o calcetines, diseñado a semejanza de un mono. Estos animales de peluche son una mezcla de arte popular y kitsch en la cultura de Estados Unidos y Canadá.
Los antecesores más directos del mono de calcetín se originaron en la época victoriana, cuando la moda de imitar animales de peluche se extendió desde Europa a América del Norte y se encontró con el floreciente movimiento de artes y oficios. Los artesanos comenzaron a coser animales de peluche como juguetes para consolar a los niños y, a medida que las historias de la conquista de África aumentaron la familiaridad del público con las especies exóticas, los juguetes de mono pronto se convirtieron en un elemento fijo de las guarderías estadounidenses. The Jungle Book y Just So Stories de Rudyard Kipling inspiraron a los artesanos a crear juguetes que representaran animales exóticos; sin embargo, estos primeros monos de peluche no estaban necesariamente hechos de calcetines, y también carecían de los característicos labios rojos de los monos de calcetín populares en la actualidad.